# Информационно обслужване
Информационно обслужване АД е търговско дружество, доставчик на ИТ услуги за публичната администрация в България. През 2018 г. приходите на ИО достигат 21,6 млн. лева. Печалбата ѝ е 1,01 млн. лева.

## История
- 1970 г. – ДСО Машинна обработка на статистическата информация;
- 1974 г. – ДСО МОСИ се трансформира в Научно-производствено обединение „Автоматизация“;
- 1977 г. – създава се Комитетът по единната система за социална информация КЕССИ;
- 1984 г. – на базата на КЕССИ е създаден комитет за социална информация КСИ;
- 1986 г. – от КСИ е изградено Стопанско обединение „Информационно обслужване“, което по-късно става държавна фирма;
- с разпореждане на МС 23 от 23 септември 1991 г. Държавна фирма „Информационно обслужване“ е преобразувана в еднолично акционерно дружество;
- От 1997 г. е акционерно дружество 99.97% собственост на Държавата;
- От 2019 г. става национален системен интегратор[2], като с решение на Министерски съвет от 4 декември 2019 г. и заповед на министъра на транспорта, информационните технологии и съобщенията е определен списък от 27 организации, чиито IT ресурси ще бъдат поддържани от дружеството[3].